# Vargem Grande (bairro do Rio de Janeiro)
Vargem Grande é um bairro da Zona Oeste do município do Rio de Janeiro, no Brasil. O ponto culminante do município, o Pico da Pedra Branca, se localiza na divisa com o bairro de Jacarepaguá.
Faz divisa com os bairros Recreio dos Bandeirantes, Vargem Pequena, Camorim, Jacarepaguá, além de Senador Camará, Guaratiba e Campo Grande, sendo estes três últimos separados pelo maciço da Pedra Branca.
Seu índice de desenvolvimento humano em 2000 era de 0,746, o 116º maior entre 126 regiões analisadas no município do Rio de Janeiro.

## História
O bairro que ainda hoje guarda tradições como o Quilombo Cafundá Astrogilda, situado no Parque Estadual da Pedra Branca nos traz claras memórias sobre a época esgravagista e a rota de fuga de escravos, que ali permaneciam e criavam grandes quilombos. Atualmente a área mais preservada do bairro é a do Quilombo.

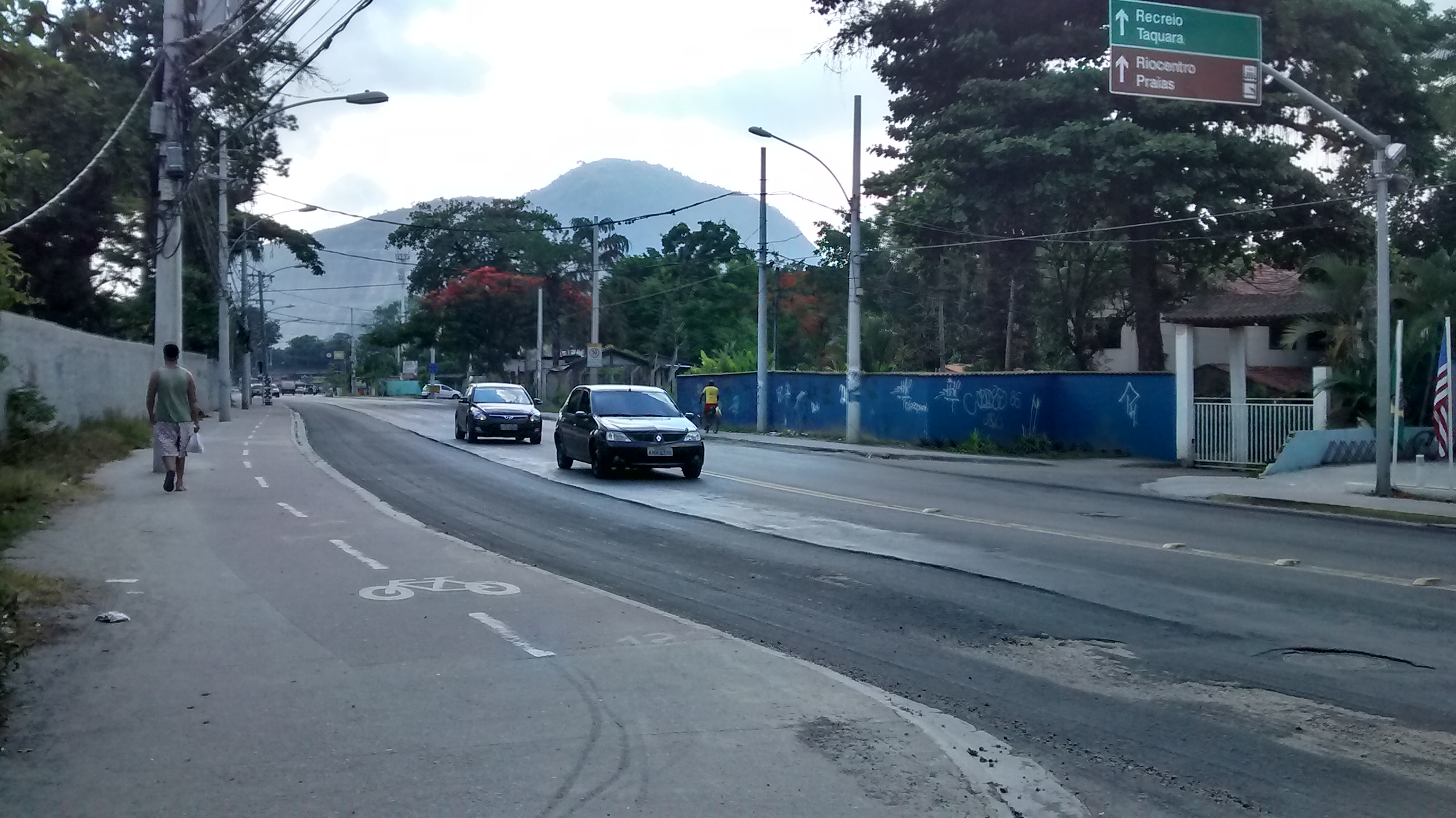
Estrada dos Bandeirantes, altura de Vargem Grande

As terras de Vargem Grande pertenciam à sesmaria de Gonçalo Correia de Sá, cuja filha, dona Vitória, em ocasião de seu falecimento, doaria a extensa propriedade aos Monges Beneditinos. Frei Lourenço da Expectação Valadares criou, no século XVIII, a fazenda Vargem Grande, na antiga Estrada de Guaratiba, cujas ruínas ainda existem no Sítio das Pedras, número 10.636, atual Estrada dos Bandeirantes.
Inicialmente, prevaleceu na região a cultura de cana de açúcar e, depois, o ciclo do café. Em 1891, os Beneditinos venderam todo seu latifúndio para a Companhia Engenho Central de Jacarepaguá, daí ao Banco de Crédito Móvel, e, em 1936, para a Empresa Saneadora Territorial Agrícola.
A pavimentação da estrada de Guaratiba, atual Bandeirantes, somada à ampliação do caminho sinuoso da Grota Funda, facilitou o acesso para a região. Obras de saneamento foram realizadas nos extensos alagadiços dos campos de Sernambetiba, destancando-se a abertura do Canal de Sernambetiba, que captou as águas dos rios Paineiras, Morto, Portão, Cascalho e Bonito.
A partir da década de 90, a paisagem agrícola de Vargem Grande foi se alterando pela urbanização.

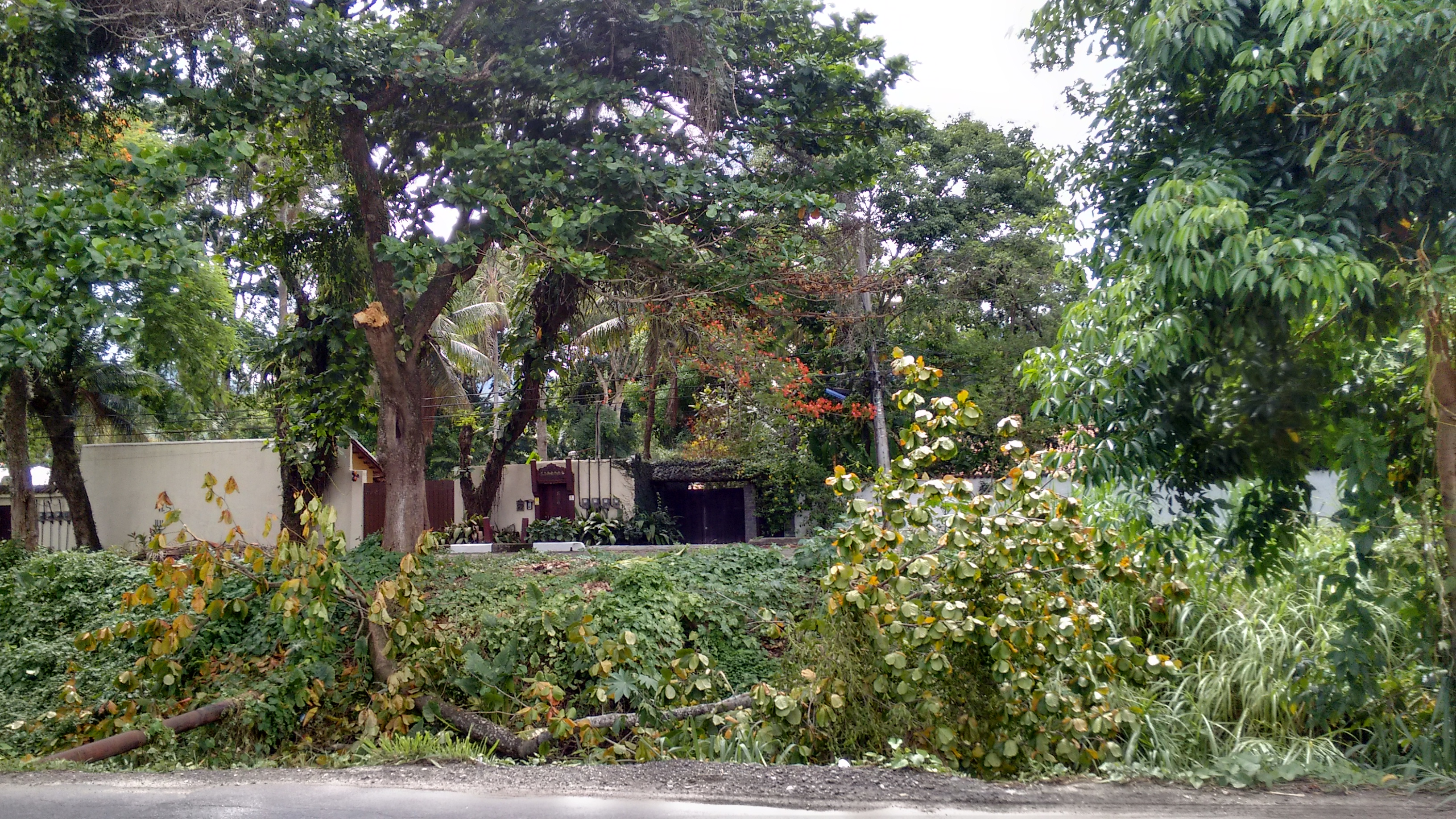
Paisagem de Vargem Grande

A imagem de um bairro rural, ligado à natureza, com a bela paisagem florestal do Maciço da Pedra Branca ao fundo, transformou a região em um pólo de ecoturismo. Trilhas rústicas, passeios a cavalo, aluguel de sítios, criação de plantas ornamentais, além do Pólo Gastronomico com restaurantes variados, destacando-se o Gepetto, Quinta, Jardineto, Skunna, Barreado, Gugut. 
O Rio Water Planet, inaugurado em 1998, era o maior parque aquático da América do Sul, com mais de 30 atrações diferentes em 400.000 m² de área. O parque fechou as portas em 2018, após vinte anos de funcionamento no bairro.
Grande parte do bairro está situado dentro do Parque Estadual da Pedra Branca, que com seus 12.500 hectares, é considerado a maior floresta urbana do mundo. Destaca-se o Morro de Santa Bárbara (857 metros), o Pico da Pedra Branca (1.025 metros), ponto culminante do município, a Serra do Rio da Prata (divisa com Campo Grande), os Morros do Cabungui, dos Caboclos, Toca Grande, Toca Pequena, Pico do Morgado, com altitudes entre 500 e 1000 metros. Seu acesso se dá pelas estradas do Morgado, Pacuí, Cabongui, da Mucuíba e do Sacarrão, de onde partem trilhas em direção aos vales do Sacarrão, Cafundá e do Gunzá, com rios encachoeirados, em meio à Mata Atlântica e alguns bananais. Daí são feitas travessias em direção aos bairros de Guaratiba e Campo Grande, pelos antigos caminhos usados pelos sitiantes e tropeiros, com suas mulas e produtos agrícolas.
Destacam-se ainda o Ninho do Urubu, Haras Pégasus, o templo da Sociedade Budista Tibetana Karma Teksum Chokorling  e a sede da RecordTV Rio, onde fica o departamento de jornalismo e também os estúdios para gravações de telenovelas, em 73.000 m² de área e a conhecida indústria de alimentos Betterfood instalada em uma área de 14.000 m².

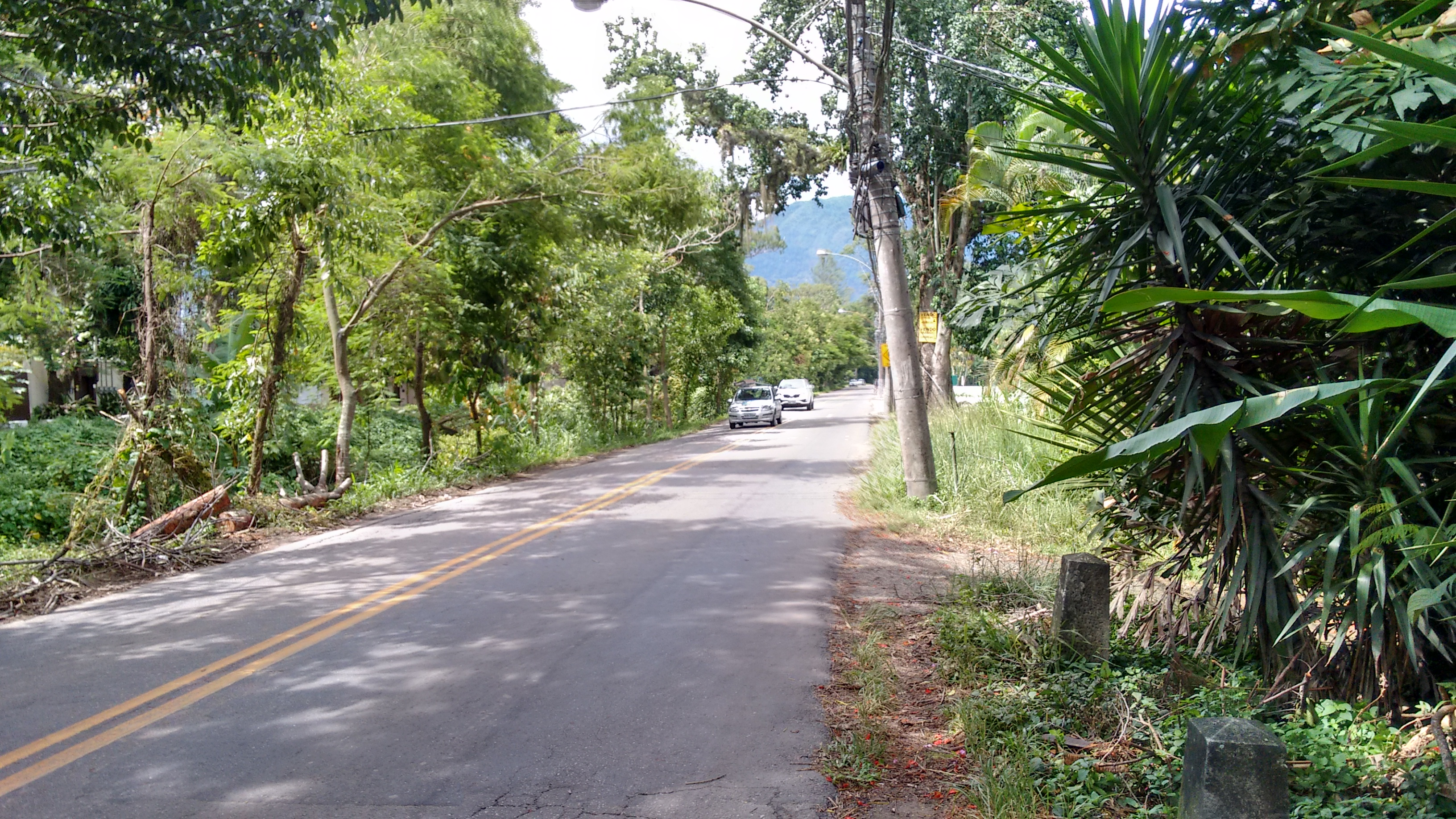
Estrada do Rio Morto

O bairro é um dos que mais crescem atualmente na cidade do Rio de Janeiro, tendo passado de 9.306 habitantes, em 2000, para 14.039, em 2010. É também um dos que possuem maior área verde no Rio de Janeiro, com muita natureza. No bairro, existem cachoeiras, sítios, haras e trilhas. Boa parte de sua extensão é tomada pelo Parque Estadual da Pedra Branca, área de preservação ambiental.

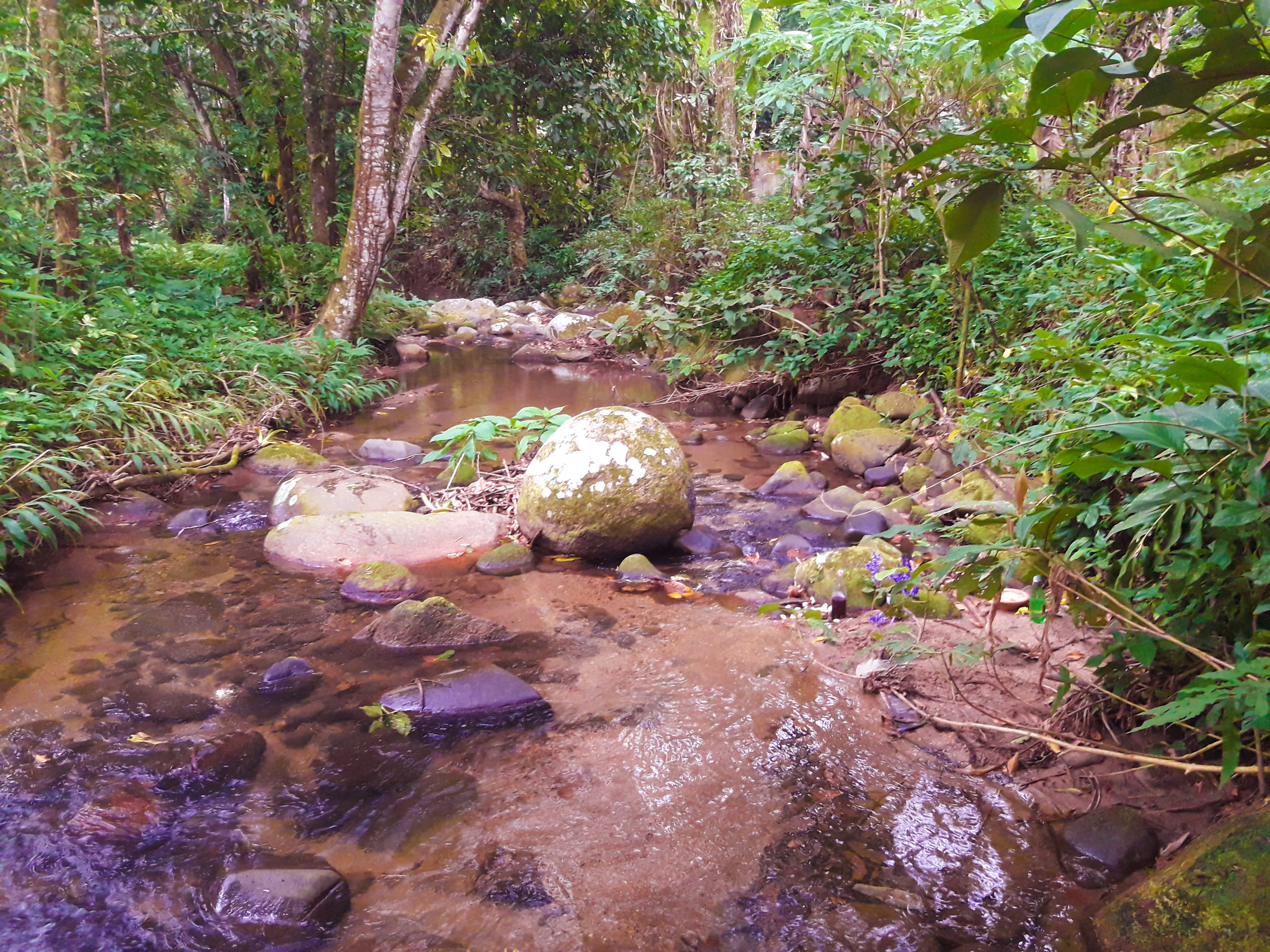
Cachoeira em Vargem Grande. Localmente conhecido como "Poço Dantas". Foto por [https://commons.m.wikimedia.org/wiki/User:Gabe_Vtall Gabriel Vidal G.

Além da vasta natureza, apresenta um dos menores índices de violência da cidade do Rio de Janeiro e, por esse e outros fatores ligados à qualidade de vida, o bairro é residência de vários artistas famosos, que procuram por um lugar mais tranquilo junto à natureza.
Estima-se que será uns dos melhores bairros para moradia no Rio de Janeiro em pouco tempo, seguindo os passos dos bairros vizinhos Recreio dos Bandeirantes e Barra da Tijuca[carece de fontes?]. Praticamente não existem edifícios no bairro, apenas poucos e de pequeno tamanho. A maioria dos grandes condomínios é formada por casas.
Vargem Grande é uma das poucas áreas do Rio de Janeiro cuja natureza ainda é expressiva e razoavelmente preservada em clima de cidade do interior.
Também concentra um grande número de artistas plásticos e um aclamado Centro Gastronômico que marcam presença no «Festival de Arte e Gastronomia das Vargens». www.festivaldasvargens.com.br, assim como artistas do bairro vizinho, Vargem Pequena.

## A"Feira da Roça de Vargem Grande"
É a primeira feira de rua no bairro criada com o intuito de que os agricultores vendam sua produção no local sem se deslocar por grandes distâncias. A feira, em processo de consolidação, tenta atrair os agricultores do Maciço da Pedra Branca, Produtores de artesanato e de alimentos orgânicos experimentam conquistar um espaço de vendas no bairro. A feira veio a acrescentar a iniciativa dos agricultores associados à AgroVargem, que já possuem um ponto fixo em frente à Associação de Moradores de Vargem Grande, na Estrada do Pacuí, em barraca montada diariamente.
Cada dia um agricultor diferente ocupa o ponto com produtos da estação, como banana, caqui, acerola, que ficam dispostos para venda até as 13 horas. A clientela, formada principalmente por moradores de Vargem Grande, é assídua e costuma deixar dúzias de bananas reservadas. 
Em média, 16 caixas de bananas são vendidas por dia. A Feira da Roça de Vargem Grande é, segundo Silvia Baptista, uma das organizadoras, "produto de um processo de organização e militância atravessado por reflexões sobre o espaço e suas transformações à luz dos avanços do capitalismo." A feira, pensada como um dispositivo de mediação entre a cidade e a produção agrícola, carrega consigo um modelo de paisagem e uma reflexão sobre as relações entre os moradores de Vargem Grande e o entorno.

## Clima
O bairro de Vargem Grande está situado a 15 metros acima do nível do mar ascendendo até a sua parte mais alta, a uma altitude de 345 metros, e está dentro de uma área de mata atlântica que é um resquício desta mata fora do Parque Estadual da Pedra Branca e por isso tem um dos climas mais amenos da cidade, junto com o Alto da Boa Vista, alcançando temperaturas abaixo de 8 °C no inverno nas áreas mais altas do mesmo. O clima Tropical de Altitude, tipo Cwa, que consiste em invernos secos e relativamente frios e verões extremamente úmidos e quentes, sendo o Outono e a Primavera estações de transição entre Inverno e o Verão, ou seja, entre a estação mais Seca e mais Úmida, é encontrado nas partes mais elevadas do Bairro, possuindo o mesmo clima que o Bairro do Alto da Boa Vista.

## Transportes
O bairro é servido basicamente por transporte coletivo ao longo da Estrada dos Bandeirantes. As linhas que servem o bairro são:
- 554 (Integrada 09) Piabas x Rio Sul (Via Copacabana)
- SP554 Piabas x Jardim Oceânico (Metrô)
- SP554 Piabas x Alvorada (Via Américas Shopping)
- 613 Vargem Grande x Del Castilho (Nova América)
- 613 Vargem Grande x Passarela da Gardênia (Via Parque Olímpico)
- 810 Pontal x Taquara (Via César Maia)
- 810 Vargem Grande x Taquara (Via César Maia)
- 817 Vargem Grande x Recreio BRT (Via Rio Morto / Alceu de Carvalho)
- 823 Vargem Grande x Recreio BRT (Via Piabas / Pontal)
- 2333SV Piabas x Castelo (Via Niemeyer)